# Robert Howie (Politiker)
J. Robert Howie PC QC (* 2. Oktober 1929 in Fredericton, New Brunswick; † 25. November 2017 ebenda) war ein kanadischer Rechtsanwalt und Politiker der Progressiv-konservativen Partei (PC), der 16 Jahre lang Mitglied des Unterhauses war. Zwischen 1979 und 1980 war er Staatsminister im 21. kanadischen Kabinett von Premierminister Joe Clark.

## Leben
Howie absolvierte nach dem Schulbesuch zunächst ein grundständiges Studium, welches er mit einem Bachelor of Arts (B.A.) abschloss. Ein postgraduales Studium der Rechtswissenschaften beendete er mit einem Bachelor of Civil Law (B.C.L.) und nahm danach eine Tätigkeit als Rechtsanwalt auf. Für seine anwaltlichen Verdienste wurde er zum Kronanwalt (Queen’s Counsel) ernannt.
Bei der Unterhauswahl vom 30. Oktober 1972 wurde er als Kandidat der Progressiv-konservativen Partei erstmals zum Abgeordneten in das Unterhaus gewählt und vertrat dort bis zu seinem Ausscheiden aus dem Unterhaus am 20. November 1988 16 Jahre lang den Wahlkreis York-Sunbury. Zu Beginn seiner Parlamentszugehörigkeit war er von Dezember 1975 bis Mai 1976 Sprecher der PC-Fraktion für wirtschaftliche und regionale Entwicklung sowie danach von Mai 1976 bis Oktober 1977 Sprecher der Opposition für den Energiebedarf der kanadischen Atlantikregion, ehe er zwischen Oktober 1977 und 1978 Fraktionssprecher für Wissenschaft und Technologie war.
Am 4. Juni 1979 wurde er von Premierminister Joe Clark als Staatsminister mit der besonderen Verantwortung für Verkehr in das 21. Kabinett Kanadas berufen, dem er bis zum Ende von Clarks Amtszeit am 2. März 1980 angehörte. Nach der Wahlniederlage bei der Unterhauswahl vom 18. Februar 1980 fungierte Howie zwischen April 1980 und September 1981 als Sprecher der PC-Fraktion für die Agentur zur Förderung Atlantikkanadas sowie von September 1981 und Dezember 1983 als Oppositionssprecher für wirtschaftliche und regionale Entwicklung, ehe er zuletzt zwischen Dezember 1983 und 1984 Fraktionssprecher für den Kronrat sowie zeitgleich stellvertretender Sprecher der Opposition für Justiz und das Amt des Attorney General war.
Im Anschluss fungierte Howie vom 5. November 1984 bis zum 28. August 1986 als Vorsitzender des Ständigen Unterhausausschusses für Privilegien und Wahlen sowie anschließend zwischen dem 30. September 1986 und dem 1. Oktober 1988 als Vorsitzender verschiedener Ausschüsse  zur Durchführung bestimmter Gesetzgebungsverfahren.